# 派莫薩鎮區 (愛荷華州卡斯縣)
派莫薩鎮區（英語：Pymosa Township）是位於美國愛荷華州卡斯縣的一個行政鎮區。

## 地方資料
根據2010年美國人口普查的數據，派莫薩鎮區的面積為92.29平方千米，當中陸地面積為92.28平方千米，而水域面積為0.01平方千米。當地共有人口318人，而人口密度為每平方千米3.45人。